# Sophia Bush
Sophia Anna Bush (n. 8 iulie 1982, Pasadena, California, SUA) este o actriță americană de filme și televiziune.

## Biografie
Sophia a început cariera sa jucând în spectacole din școală.
Este unicul copil în familie. Sophia este de origine italiană. Ea a absolvit Westridge School for Girls în 2000, unde a fost membru a echipei de volei. La vârsta de 17 ani, Bush a intrat la Universitatea din California de Sud (USC).
În 2003,ea a obținut rolul Brooke Davis în serialul One Tree Hill. Pentru acest rol ea a părăsit Universitatea din California.

## Viața personală

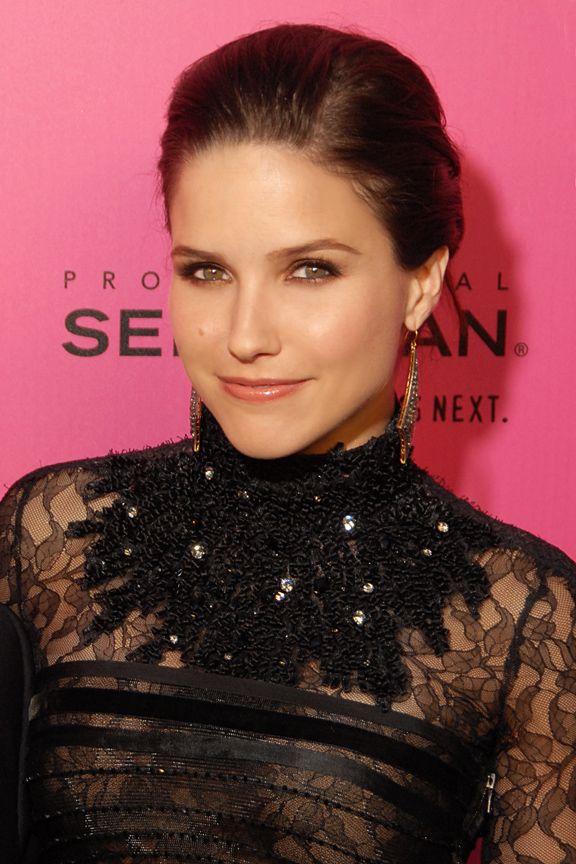
Sophia Bush 2009

La 16 aprilie 2005, Sophia s-a căsătorit cu partenerul său de filmări One Tree Hill, Chad Michael Murray. Deja după 5 luni de mariaj, la 26 septembrie 2005, perechea a declarat ca divorțează. În decembrie 2006 divorțul a fost finalizat oficial.
La 27 octombrie 2008, a fost anunțat că Sophia se întâlnește cu James Lafferty, partenerul său de filmări. În scurt timp,perechea s-a despărțit.
La 25 mai 2010,Sophia a confirmat că se întâlnește cu Austin Nichols deja 2 ani. În februarie 2012, după 4 ani perechea s-a despărțit.

## Filmografie
| Film | Film                 | Film           | Film |
| An   | Film                 | Rol            |      |
| ---- | -------------------- | -------------- | ---- |
| 2002 | Van Wilder           | Sally          |      |
| 2003 | Learning Curves      | Beth           |      |
| 2005 | Supercross           | Zoe Lang       |      |
| 2006 | Stay Alive           | October Bantum |      |
| 2006 | John Tucker Must Die | Beth McIntyre  |      |
| 2007 | The Hitcher          | Grace Andrews  |      |
| 2008 | The Narrows          | Kathy Popovich |      |
| 2009 | Table for Three      | Mary           |      |
| 2011 | Chalet Girl          | Chloe          |      |
| 2012 | Easy Rider           | Sarah          |      |

## Televiziune
| Film      | Film                       | Film               | Film |
| An        | Serialul                   | Rol                |      |
| --------- | -------------------------- | ------------------ | ---- |
| 2002      | Points of Origin           | Carrie Orr         |      |
| 2003      | The Flannerys              | Katie Flannery     |      |
| 2003      | Sabrina, the Teenage Witch | Fate Mackenzie     |      |
| 2003      | Nip/Tuck                   | Ridley Lange       |      |
| 2003–2012 | One Tree Hill              | Brooke Davis Baker |      |
| 2005      | Punk'd                     | Ea însăși          |      |
| 2010      | Southern Discomfort        | Haley              |      |
| 2011      | Phineas and Ferb           | Sara               |      |
| 2012      | Partners                   | Ali                |      |
| 2014      | Chicago P.D.               | Erin Lindsay       |      |